# Sankt Georgen am Walde
Sankt Georgen am Walde est une commune autrichienne du district de Perg en Haute-Autriche.

## Jumelages
- Lalín (Espagne)
- Lalinde (France) depuis 1974
- Linden (Allemagne)
- Linden (Belgique)
- Linden (Pays-Bas)